# GLIPR1L1
GLIPR1L1 (англ. GLI pathogenesis related 1 like 1) – білок, який кодується однойменним геном, розташованим у людей на 12-й хромосомі. Довжина поліпептидного ланцюга білка становить 242 амінокислот, а молекулярна маса — 27 151.
| 10         |  | 20         |  | 30         |  | 40         |  | 50         |
| ---------- |  | ---------- |  | ---------- |  | ---------- |  | ---------- |
| MALKNKFSCL |  | WILGLCLVAT |  | TSSKIPSITD |  | PHFIDNCIEA |  | HNEWRGKVNP |
| PAADMKYMIW |  | DKGLAKMAKA |  | WANQCKFEHN |  | DCLDKSYKCY |  | AAFEYVGENI |
| WLGGIKSFTP |  | RHAITAWYNE |  | TQFYDFDSLS |  | CSRVCGHYTQ |  | LVWANSFYVG |
| CAVAMCPNLG |  | GASTAIFVCN |  | YGPAGNFANM |  | PPYVRGESCS |  | LCSKEEKCVK |
| NLCRTPQLII |  | PNQNPFLKPT |  | GRAPQQTAFN |  | PFSLGFLLLR |  | IF         |

A: Аланін

C: Цистеїн

D: Аспарагінова кислота

E: Глутамінова кислота

F: Фенілаланін

G: Гліцин

H: Гістидин

I: Ізолейцин

K: Лізин

L: Лейцин

M: Метіонін

N: Аспарагін

P: Пролін

Q: Глутамін

R: Аргінін

S: Серин

T: Треонін

V: Валін

W: Триптофан

Кодований геном білок за функцією належить до ліпопротеїнів. 
Задіяний у таких біологічних процесах, як запліднення, альтернативний сплайсинг. 
Локалізований у клітинній мембрані, мембрані, цитоплазматичних везикулах.